# Prunay-le-Temple
Prunay-le-Temple ist eine französische Gemeinde mit 410 Einwohnern (Stand: 1. Januar 2022) im Département Yvelines in der Region Île-de-France. Sie gehört zum Arrondissement Mantes-la-Jolie und zum Kanton Bonnières-sur-Seine (bis 2015: Kanton Houdan). Die Einwohner werden Prunaysiens genannt.

## Geographie
Prunay-le-Temple liegt etwa 48 Kilometer westlich von Paris. Umgeben wird Prunay-le-Temple von den Nachbargemeinden Septeuil im Norden, Saint-Martin-des-Champs im Nordosten, Orgerus im Osten und Südosten, Tacoignières im Süden, Richebourg im Südwesten, Orvilliers im Westen sowie Mulcent im Nordwesten.

## Bevölkerungsentwicklung
| Jahr                      | 1962 | 1968 | 1975 | 1982 | 1990 | 1999 | 2006 | 2013 | 2021 |
| Einwohner                 | 157  | 167  | 195  | 199  | 257  | 301  | 360  | 432  | 411  |
| Quelle: Cassini und INSEE |      |      |      |      |      |      |      |      |      |

## Sehenswürdigkeiten

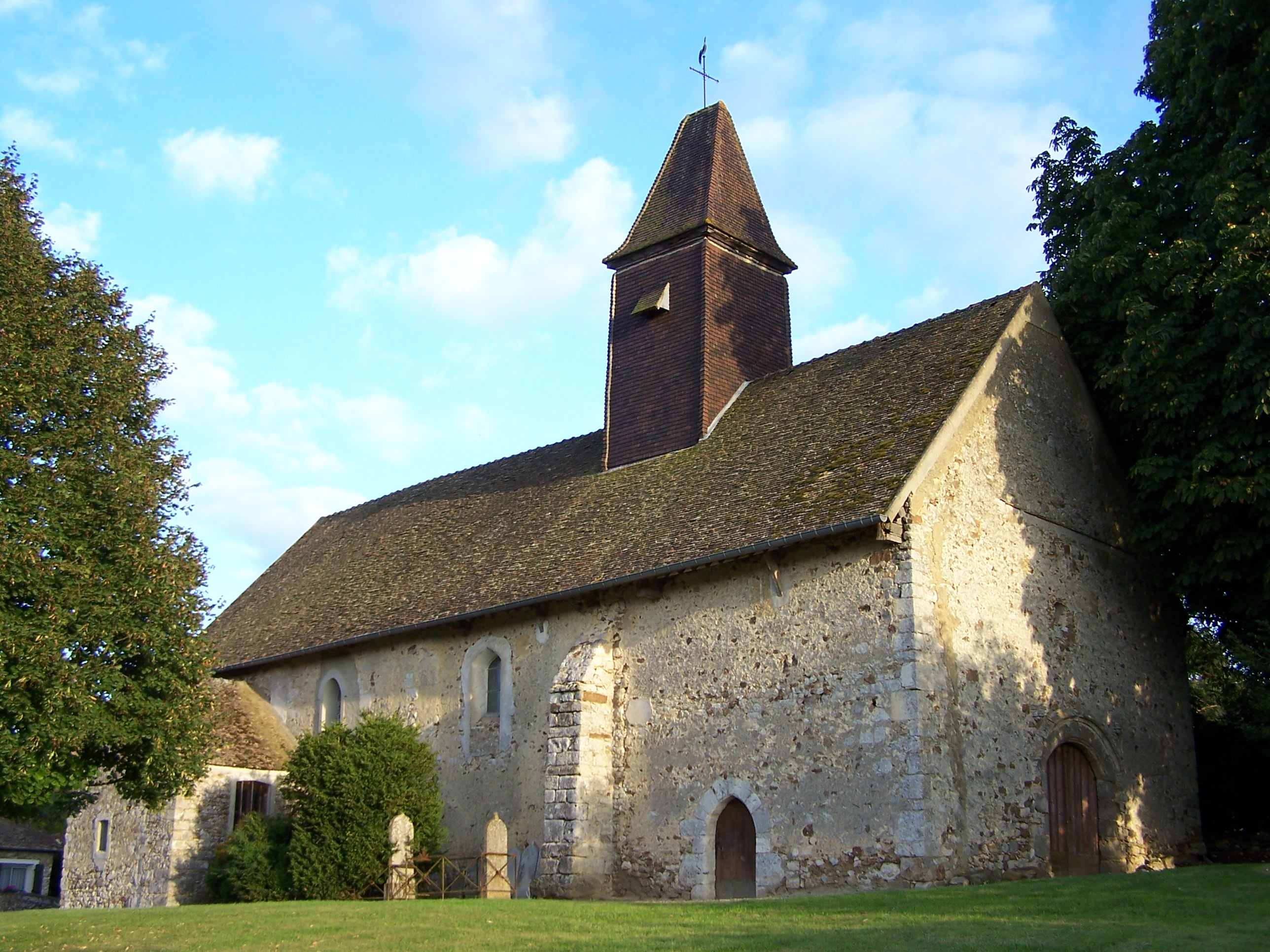
Kirche Saint-Martin

- Kirche Saint-Martin
- Waschhaus